# Sub-districte de Beerxeba
El Sub-districte de Beerxeba (en hebreu: נפת באר שבע) forma part del districte del sud d'Israel, i està format per diverses ciutats israelianes, i per altres entitats de població més petites. Els consells locals són uns municipis que no tenen l'estatus de ciutat. Els consells regionals, són unes entitats de població, que alhora estan formades per diverses comunitats, assentaments, pobles i llogarets.

## Ciutats
Les ciutats que formen part del sub-districte són les següents:
- Arad
- Beerxeba
- Dimona
- Elat
- Netivot
- Ofaqim
- Rahat

## Consells locals
Els consells locals que formen part del sub-districte són els següents:
- Alts d'Hobab
- Aroer del Nègueb
- Hura
- Jeroham
- Kseifa
- Laqiya
- Lehavim
- Metar
- Mitspe Ramon
- Ómer
- Seguev Xalom
- Tel Xeva

## Consells regionals
Els consells regionals que formen part del sub-districte de Beerxeba són els següents:
- Al Kasom
- Alts del Nègueb
- Arabà Central
- Bene Ximon
- Eixcol
- Merhavim
- Neve Midbar
- Regió d'Elot
- Tamar
- Sdot Nègueb